# 伊万·乌尔甘特

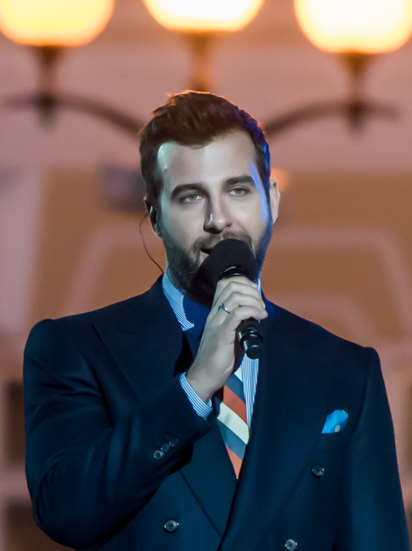
伊万·乌尔甘特

伊万·安德烈耶维奇·乌尔甘特（俄语：Ива́н Андре́евич У́ргант，1978年4月16日—），俄羅斯電視主持人、主持人、演員、音樂家和製片人。
他出生在列寧格勒，是女演員妮娜·乌尔甘特的孫子，擁有俄羅斯族、愛沙尼亞族和猶太人血統。他畢業於聖彼得堡國立戲劇藝術學院。1999年進入聖彼得堡廣播電台工作。此外，他還是第五頻道《彼得堡信使》的節目主持人。2001年進入電視臺MTV Russia工作，成為《歡樂的早晨》的主持人之一，2002年起開始主持Total Show和Expresso。 
2003年至2005年，他參與了俄羅斯-1的多個電視節目：他是《人民藝術家》和《金字塔》的主持人。自2005年起，他在第一頻道工作，主持《Smak》、《晚间乌尔甘特》和聚焦芭黎絲·希爾頓》等電視節目。他還經常主持頒獎典禮。
他於2007年、2009年、2010年、2011年、2014年、2015年和2016年榮獲TEFI。
2022年2月24日俄羅斯入侵烏克蘭之後，他在自己的Instagram帳戶上發佈了反對戰爭的貼文，當晚，由他主持的《晚间乌尔甘特》突然被取消。3月11日，他與妻子一起離開俄羅斯前往以色列。